# Piermaria Oddone
Piermaria J Oddone  (Arequipa, 1944. március 26. –) perui részecskefizikus.
Peruban született, BSc-fokozatát a Massachusetts Institute of Technologyn 1965-ben, a PhD-fokozatát a Princetoni Egyetemen szerezte 1970-ben.
1972-től Oddone az USA Energia Osztályának (US Department of Energy, DOE) Lawrence Berkeley Nemzeti Laboratóriumában dolgozott. 1987-ben a Berkeley Lab Fizikai Osztály igazgatójává nevezték ki. 2005. július 1. óta a Fermilab igazgatója.
Oddone kapta 2005-ben a kísérleti részecskefizika Panofsky-díját az aszimmetrikus B-gyár (Asymmetric B-Factory) kifejlesztéséért.